# Zatoka Moubraya
Zatoka Moubraya (ang. Moubray Bay) – zatoka Morza Rossa, położona wzdłuż wybrzeży Ziemi Wiktorii, pomiędzy przylądkami Cape Roget i Cape Hallett. Została odkryta w 1841 roku przez Jamesa Clarka Rossa i nazwana przez niego na cześć George'a H. Moubraya, członka załogi statku HMS Terror. 